# Карасун
Карасун — річка в Росії, права притока річки Кубань, в місті впадіння Карасуна в Кубань розташовано місто Краснодар, саме на честь нього первісна назва міста Карасунський Кут. Бере початок за 45 км на схід від Краснодара, на північ від станиці Старокорсунська, історично має поділ на дві частини: від джерела, Пашківською, до ТЕЦ Малий Карасун і від ТЕЦ до Дмитріївської дамби Великий Карасун.
Існує думка, що Карасун є старицею Кубані, але річище Кубані знаходиться на 6.5—7 м нижче річища Карасуна.
Наразі Карасун є лише низкою ставків.